# كريستيان بورتايلا
كريستيان بورتايلا (بالإسبانية: Cristian Portilla) هو لاعب كرة قدم إسباني في مركز الوسط، ولد في 28 أغسطس 1988 في سانتاندير في إسبانيا. شارك مع منتخب إسبانيا تحت 16 سنة لكرة القدم ومنتخب إسبانيا تحت 17 سنة لكرة القدم. أما مع النوادي، فقد لعب مع أتليتيكو بالياريس وأريس تسالونيكي وبونفيرادينا وراسينغ سانتاندير وراسينغ فيرول وريال سبورتينغ خيخون وسبورتينغ خيخون ب ونادي إيرميس أراديبو ونادي بودابست هونفيد.

## وصلات خارجية
- كريستيان بورتايلا على موقع قاعدة بيانات كرة القدم.إي يو (الإنجليزية)
- كريستيان بورتايلا على موقع Soccerway.com (الإنجليزية)